# Alticola olchonensis
Alticola olchonensis är en gnagare i släktet asiatiska bergssorkar som förekommer i ryska Sibirien. Populationen listades tidvis som synonym till Alticola tuvinicus.
Vuxna exemplar är 109 till 121 mm långa (huvud och bål), har en 33 till 37 mm långa svans och väger 24 till 43 g. Den långa och mjuka pälsen har på ovansidan en grå färg med bruna nyanser och undersidans päls är vit med inslag av ljusbrunt. Vid svansen är undersidan ljusare än ovansidan och vid svansens spets förekommer en tofs av längre hår. Några exemplar har gulbruna öron. Mellan framtänderna och kindtänderna finns en stor klaff (diastema).
Denna sork är bara känd från två öar i norra delen av Bajkalsjön. Den lever där i klippiga stäpper. Öarna ingår i Pribaikalskij nationalpark.
Alticola olchonensis skapar förråd av torra växtdelar för vintern som kan väga upp till 2,6 kg. Honor föder en eller två ungar per kull.
Beståndets storlek är inte känd. Arten listas därför av IUCN med kunskapsbrist (DD).